# مانا (نام کوچک)
مانا نام کوچک افراد زیر است:
- مانا آقایی، شاعر و مترجم ایرانی
- مانا ساکورا، بازیگر پورنوگرافی اهل ژاپن
- مانا نیستانی، کاریکاتوریست ایرانی